# Gutz
Gutz è un videogioco pubblicato nel 1988 da Ocean Software per Commodore 64 e ZX Spectrum, ambientato nelle viscere di una gigantesca creatura spaziale che ha ingoiato il protagonista.
Il titolo viene stilizzato come GUTZ e in una delle schermate anche G.U.T.Z, ma non viene chiarito se sia una sigla; in inglese gutz è un modo gergale per dire "budella".
È il secondo videogioco sviluppato da Special FX, ma venne meno apprezzato dalla critica rispetto al precedente Firefly.

## Modalità di gioco
Il giocatore controlla un esploratore spaziale appiedato che deve riuscire a uccidere l'immensa creatura dall'interno, attraversando quattro livelli costituiti da quattro aree ciascuno. Ogni area è un labirinto con pareti organiche da esplorare, mostrato con visuale isometrica a scorrimento in tutte le direzioni. Per passare da un'area all'altra c'è anche una sequenza di corridoio con visuale di profilo e scorrimento orizzontale.
Il protagonista ha a disposizione tre vite e una barra di energia che si riduce al contatto con le entità biologiche di vario tipo e i getti di sostanze corrosive che difendono il corpo della creatura. Inizialmente si può soltanto correre nelle otto direzioni; per poter sparare bisogna trovare e raccogliere le armi contenute in vesciche sulle pareti, ciascuna efficace solo contro certi tipi di nemici.
Per completare ogni livello bisogna trovare le tre parti di un'arma specifica, necessaria per superare una membrana protettiva e affrontare il boss, che ha l'aspetto di un organo mobile gigante: rene, polmoni, cuore e cervello.
Altri oggetti utili che si possono trovare sono un elmetto protettivo che riduce i danni, cristalli che aumentano la potenza di fuoco, e una mappa dell'area, che si può visualizzare mettendo in pausa e mostra anche la posizione degli altri oggetti.